# 대한민국 민사소송법 제28조
대한민국 민사소송법 제28조는 관할의 지정에 대한 민사소송법 조문이다.

## 조문
제28조(관할의 지정) ① 다음 각호 가운데 어느 하나에 해당하면 관계된 법원과 공통되는 바로 위의 상급법원이 그 관계된 법원 또는 당사자의 신청에 따라 결정으로 관할법원을 정한다.
1. 관할법원이 재판권을 법률상 또는 사실상 행사할 수 없는 때
2. 법원의 관할구역이 분명하지 아니한 때
②제1항의 결정에 대하여는 불복할 수 없다.